# Sabine Scholze (Schauspielerin)
Sabine Scholze (* in Leipzig) ist eine deutsche Schauspielerin.

## Leben
Sabine Scholze ist die Tochter des Schauspieler-Ehepaares Heinz Scholze und Hildegard Schirrmeister.
Sie absolvierte ihre Schauspielausbildung von 1972 bis 1975 an der Hochschule für Schauspielkunst Ernst Busch in Ost-Berlin. Sie war im Laufe ihrer Karriere vor allem auf der Theaterbühne tätig, wo sie in zahlreichen Theaterstücken, Musicals, Kabarett-Programmen und in Varieté-Shows auftrat. Sie war unter anderem langjähriges Ensemblemitglied am Brandenburger Theater. Ab der Spielzeit 1998/99 war sie als festes Ensemblemitglied am Hans Otto Theater in Potsdam engagiert. In der Spielzeit 2007/08 spielte sie die Polina in einer Neuinszenierung des Tschechow-Stücks Die Möwe unter der Regie von Uwe Eric Laufenberg. In der Spielzeit 2009/10 war sie der Andres in Julia Hölschers Inszenierung des Woyzeck. In der Spielzeit 2010/11 war sie als Mrs. Higgins im Musical My Fair Lady und als Luftgeist Ariel im Jugendtheaterstück Eye of the Storm (frei nach Shakespeares Spätwerk Der Sturm) zu sehen. In der Spielzeit 2011/12 spielte sie die Haushälterin Brigitte in einer Neuinszenierung von Das Käthchen von Heilbronn und die Herzogin von Olivarez in einer Neuinszenierung von Don Karlos. In der Spielzeit 2015/16 übernahm sie die Rolle der Kammerfrau Anfissa in einer Neuinszenierung von Anton Tschechows Theaterstück Drei Schwestern. Zudem war sie auch einige Jahre lang als Souffleuse, Regieassistentin und Abendregisseurin tätig. In Film-und-Fernsehproduktionen trat Scholze als Darstellerin hingegen nur selten in Erscheinung.
Sabine Scholze war einige Jahre lang mit dem Schauspieler Jürgen Mai liiert. Aus dieser Beziehung gingen zwei Töchter hervor, die Schauspielerinnen Caroline Scholze und Theresa Scholze.

## Filmografie
- 1974: Die Katzen meiner Brüder
- 1978: Ehe der Hahn kräht
- 1978: Maxe Baumann: Max auf Reisen (TV-Reihe)
- 2003: Rosenstraße

## Theaterrollen (Auswahl)
- 1975: Im Morgengrauen ist es noch still nach Boris Wassiljew (Regie: Herbert König), Brandenburger Theater[11]
- 1986: Die Preußen kommen von Claus Hammel (Regie: Achim Wolff), Brandenburger Theater
- 1992: Winnie in Glückliche Tage von Samuel Beckett (Regie: Jürgen Heidenreich), Brandenburger Theater
- 1997: Inquisitor in Leben des Galilei von Bertolt Brecht (Regie: Marcus Lachmann), Brandenburger Theater
- 1998: Ariel in Der Sturm von William Shakespeare (Regie: Marion Wiegmann), Brandenburger Theater
- 1999: Dora Martin in Mephisto nach Klaus Mann (Regie: Ralf-Günter Krolkiewicz), Hans Otto Theater
- 2000: Titelrolle in Pinocchio nach Carlo Collodi (Regie: Ulrike Stöck), Hans Otto Theater
- 2000: Dorine in Tartuffe von Molière (Regie: Peter Kleinert/Carl-Hermann Risse), Hans Otto Theater
- 2002: Leben ein Tanz von Brian Friel (Regie: Herbert Olschok), Hans Otto Theater
- 2005: Inge in Herbertshof von Ralf-Günter Krolkiewicz (Regie: Tobias Sosinka), Hans Otto Theater
- 2006: Frau von Briest in Effi Briest von Theodor Fontane (Regie: Petra Luisa Meyer), Hans Otto Theater[12]
- 2007: Diotima in Hyperion nach Friedrich Hölderlin (Regie: Andrea Conrad), Hans Otto Theater
- 2008: Puck in Ein Sommernachtstraum von William Shakespeare (Regie: Patricia Benecke), Hans Otto Theater
- 2010: Trilogie der Sommerfrische von Carlo Goldoni (Regie: Matthias Brenner), Hans Otto Theater[13]
- 2010: Das weite Land von Arthur Schnitzler (Regie: Tobias Wellemeyer), Hans Otto Theater[14]
- 2011: Mrs. Higgins in My Fair Lady von Frederick Loewe und Alan J. Lerner (Regie: Nico Rabenald), Hans Otto Theater
- 2013: Concierge/Ärztin in Frauen am Rande des Nervenzusammenbruchs nach Pedro Almodóvar (Regie: Stefan Huber), Hans Otto Theater[15]
- 2015: Der Rest ist Geigen (Regie: Barbara Bürk), Hans Otto Theater
- 2015: Alfreds Mutter in Geschichten aus dem Wiener Wald von Ödön von Horváth (Regie Alexander Nerlich), Hans Otto Theater[16]
- 2017: Gora in Das goldene Vlies von Franz Grillparzer (Regie: Alexander Nerlich), Hans Otto Theater[17]
- 2018: Frau aus Korinth in Europa von Soeren Voima (Regie: Tobias Wellemeyer), Hans Otto Theater[18]
- 2019: Erzählerin in Der Froschkönig von Andrea Czesienski und Werner Buhss nach dem gleichnamigen Grimmschen Märchen (Regie: Katharina Schmidt), Hans Otto Theater[19]

## Rezeption
Sarah Kugler vom Tagesspiegel beschreibt Scholze in der Aufführung des Froschkönigs, in der sie als Kröte eine Erzählerfigur darstellt, als heimlichen Star des Stückes. Sie würde in einem moosig grün glitzernden Kostüm selbstbewusst umherwatscheln und durch ihren Märchenwald führen.